# مقاطعة دوغرتي (جورجيا)
مقاطعة دوغرتي (بالإنجليزية: Dougherty County)‏ هي إحدى المقاطعات في ولاية جورجيا في الولايات المتحدة الأمريكية.